# Hotel de ingenieros de Duro Felguera

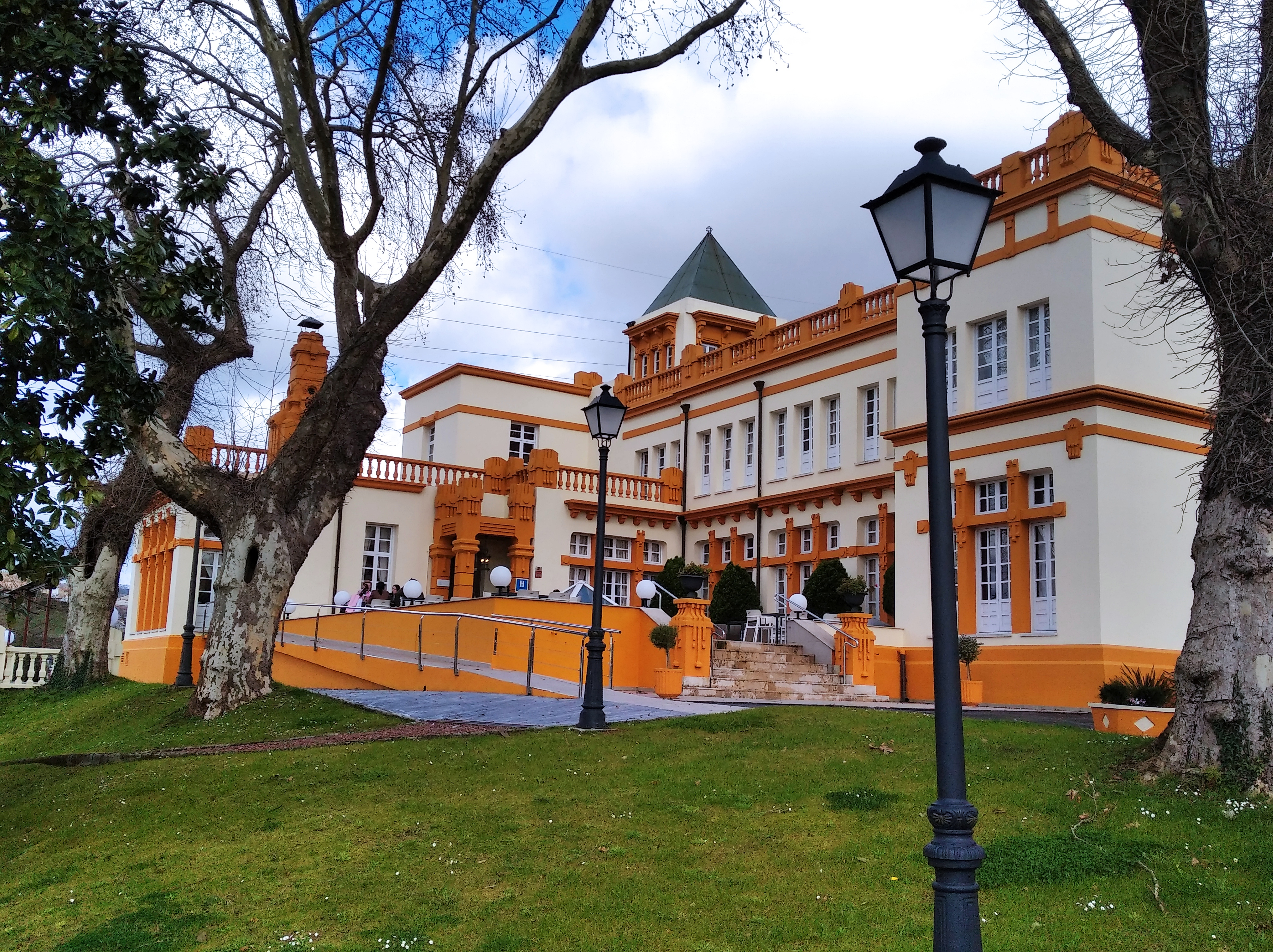
Antigua casa de dirección de Duro Felguera

La antigua casa de dirección de Duro Felguera, más tarde Hotel de Ingenieros, y hoy conocido como Palacio de Las Nieves, es un palacete construido en 1906 en La Felguera, en el municipio asturiano de Langreo (España). Actualmente funciona como complejo hostelero y hotelero.

## Descripción
El edificio fue construido entre 1904 y 1906, proyecto del arquitecto Manuel del Busto como casa de dirección para Buenaventura Junquera, director entonces de la empresa siderúrgica Duro Felguera que tenía junto al palacete su fábrica metalúrgica. En la década de 1930 comenzó a funcionar como hotel de ingenieros que trabajaban en la factoría y que, generalmente, eran solteros. Con el paso de los años cayó en desuso hasta su adquisición en el año 2003 para convertirlo en hotel-SPA de cuatro estrellas, pasando a llamarse Palacio de Las Nieves. Estuvo en funcionamiento hasta 2015, cerrando hasta su reapertura en el año 2021. El término "nieves" evoca a una antigua capilla, trasladada en la década de 1960 al municipio de Gozón y que se situaba junto al palacete bajo la advocación de Virgen de Las Nieves.
El edificio responde al modernismo vienés. Se divide en semisótano, planta baja, piso y terraza, coronado por una pequeña torre. Destacan los desarrollados pináculos con decoración geométricas y las terrazas con miradores. El primer piso corresponde a una ampliación en los años 1930. El edificio está enmarcado en las rutas de patrimonio industrial que ofrece el Museo de la Siderurgia de Asturias.